# Yāneh Sar
Yāneh Sar (persiska: يانه سر) är en ort i Iran.   Den ligger i provinsen Mazandaran, i den norra delen av landet, 260 km öster om huvudstaden Teheran. Yāneh Sar ligger 1 721 meter över havet och antalet invånare är 208.
Terrängen runt Yāneh Sar är kuperad åt sydväst, men åt nordost är den bergig. Runt Yāneh Sar är det ganska tätbefolkat, med 120 invånare per kvadratkilometer. Närmaste större samhälle är Now Kandeh, 19,9 km nordväst om Yāneh Sar. Trakten runt Yāneh Sar består i huvudsak av gräsmarker.